# 大南石千佛寺
大南石千佛寺，位于山西省长治市长子县南陈乡大南石村，是一处山西省文物保护单位。
2021年8月4日，大南石千佛寺公布为第六批山西省文物保护单位，年代为元、清，古建筑类，编号6-165。